# 아서 (프로게이머)
아서(본명: 박미르, 2000년 5월 24일 ~ )는 대한민국의 리그 오브 레전드 프로게이머로 아이디는 Arthur이다. 포지션은 정글이다.

## 선수 생활
2019년 5월, 아반트 게이밍의 정글러로 입단하면서 프로 커리어를 시작했다. 어벤트 게이밍에서 팀의 주전 정글러로 활동했다.
2020시즌을 앞두고 다이어 울브즈에 입단했다. 다이어 울브즈에서도 좋은 모습을 보여주면서 팀의 스프링 시즌 준우승, 서머 시즌 포스트시즌 진출에 기여했다.
2021시즌을 앞두고 한화생명 e스포츠에 입단했다. 스프링 시즌에서 요한과 주전경쟁을 하였다. 시즌 초반에서는 출전 기회를 많이 얻었으나 좋지 않은 모습을 지속적으로 보여주면서 요한에게 주전을 뺏기기도 했다. 포스트시즌에서는 교체로 출전하면서 나올 때마다 좋은 모습을 보여주었다. 서머 시즌에서는 좋지 못한 모습을 보여주었으며 윌러에게 주전 자리를 내주었다. 서머 9주차를 앞두고 2군으로 샌드다운되었다. 2021시즌 종료 후 팀에서 퇴단했다.

## 소속팀
| # | 팀명             | 소속 기간               | 소속 리그 | 비고 |
| - | ---------------- | ----------------------- | --------- | ---- |
| 1 | 아반트 게이밍    | 2019.05.29 ~ 2019.12.03 | OPL       |      |
| 2 | 다이어 울브즈    | 2019.12.03 ~ 2020.11.23 | OPL       |      |
| 3 | 한화생명 e스포츠 | 2020.11.23~2021.11.16   | LCK       |      |

## 수상 내역
- 리그 오브 레전드 서킷 오세아니아 2020 스플릿 1 준우승